# Витцен
Витцен (нем. Wietzen) — община в Германии, в земле Нижняя Саксония.
Входит в состав района Ниэнбург-на-Везере. Подчиняется управлению Марклоэ. Население составляет 2145 человек (на 31 декабря 2010 года). Занимает площадь 40,41 км².
| Год  | Население |
| ---- | --------- |
| 1990 | 2064      |
| 1995 | 2173      |
| 2000 | 2269      |
| 2005 | 2223      |
| 2010 | 2158      |